# 칼 10세 구스타브
칼 10세 구스타브(스웨덴어: Karl X Gustav, 1622년 11월 8일 ~ 1660년 2월 13일)는 스웨덴 팔츠바이브뤼켄클레부르크 왕조의 초대 국왕 (1654년 ~ 1660년)이었다.

## 어린 시절
츠바이브뤼켄클레부르크 궁정백 요한 카지미르와 구스타브 2세 아돌프의 이복 누이 카타리나 아브 스베리예 왕녀의 아들로 뉘셰핑에서 태어났다.

## 왕위 후계자
칼 10세 구스타브는 제2차 브라이텐펠트와 얀카우 전투 중에 렌나르트 토르스텐손 아래 전술을 배웠다.  1646년부터 1648년까지 그는 스웨덴의 왕궁을 방문하여 자신의 사촌이자 왕비 크리스티나의 예비 남편으로 추정되었으나 그녀의 결혼하는 데 극복할 수 없는 반대는 이러한 기대에 종지부를 찍었고 깨진 반 약속을 자신의 사촌에게 보상하기 위해 그녀는 존경할 만할 악셀 옥센셰르나에 의하여 이끌어진 추밀원의 반대에 불구하고 1649년 그를 자신의 후계자로 선언하였다.  1648년 그는 독일에서 스웨덴 군대의 사령관으로 임명되었다.  그해 10월 베스트팔렌 조약의 체결은 그가 간절히 원했던 군사 월계관를 얻는 것으로부터 그를 방지하였으나 뉘른베르크의 집행 총회에서 스웨덴의 전권자로서 그가 빠르게 전지 부장이 될 과학에서 외교를 배우는 비할 데 없는 기회들을 가졌다.  인정을 받은 왕위 후계자로서 그는 여왕이 수천명의 눈동자를 가능한 전달자로서 그에게 돌리면서 커져가는 불만에 스웨덴으로 그의 귀국은 위험이 부족하지 않았다.  그러므로 그는 1654년 6월 5일 크리스티나의 퇴위가 자신을 왕위로 불렀을 때까지 욀란드섬으로 물러났다.

## 국왕으로서 초기 세월
칼 10세 구스타브의 통치의 시작은 가정 불화의 치유와 정복의 새로운 정책을 위하여 자신의 표준 주위에 국가의 모든 세력의 집결에 집중하였다.  덴마크를 상대로 미래의 동맹을 확보하는 방법에 의하여 그는 1654년 10월 24일 프리드리히 3세 폰 홀슈타인고트로프 공작의 딸 홀슈타인고트로프의 헤트비히 엘레오노라와 정치적 결혼을 맺었다.  1655년 3월 스톡홀름에서 모요진 스웨덴 의회는 정당하게 2가지의 중대한 국가적 문제들 - 전쟁과 양도한 왕실의 대지의 배상을 숙고하였다.  3일 동안 국왕에 의하여 주재된 비밀 위원회는 전쟁 문제를 선언하였으며 칼 10세는 폴란드를 상대로 전쟁이 필요성으로 나타나 매우 유리할 수 있다는 것을 대표자들을 쉽게 설득시켰으나 군사 목적을 위하여 왕관으로 인하여 보조금의 문제에 관한 숙고는 이어진 스웨덴 국회에게 미루어졌다.

## 폴란드에 전쟁

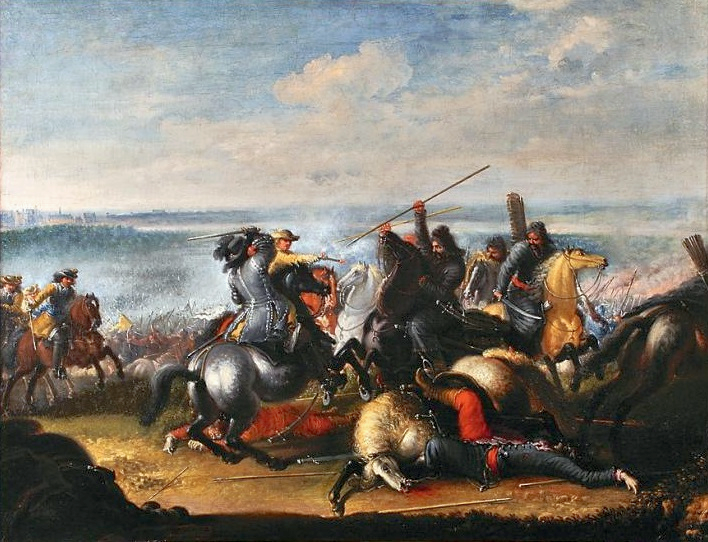
바르샤바 근처에서 타타르족과 함께 (산병 옷차림이 칼 10세)

1655년 7월 10일 칼 10세는 제2차 북방 전쟁이 된 것에 자신의 폴란드 모험에 참여하는 데 스웨덴을 떠났다.  전쟁이 선언되었을 때까지 그는 자신의 50,000명의 남성과 50척의 군함들을  마음대로 할 수 있었다.  전쟁 행위는 그해 7월 1일 스웨덴 군대에 의하여 리보니아 공국에서 뒤나부르크의 점령과 함께 이미 시작되었고 폴란드 군대는 7월 25일 노테치강의 늪 사이에 야영을 하여 포즈난과 칼리시가 자신들을 스웨덴 국왕의 보호 아래 배치시켰다.  그 후 즉시 스웨덴군은 반대없이 바르샤바로 들어가 비엘코폴스카의 전체를 점령하였다.  폴란드 국왕 얀 2세 카지미에시 바사는 슐레지엔으로 달아났다.
그 동안 칼 10세는 2달간의 포위 후에 스웨덴군이 점령했던 크라쿠프를 향해 밀쳤다.  크라쿠프의 몰락은 가장 대담한 폴란드인의 마지막 희망을 껐으나 연말 전에 폴란드 자신에서 이례적인 반응이 시작도었다.  10월 18일 스웨덴인들은 쳉스토호바의 요새 수도원을 투자하였으나 폴란드인들은 영웅적으로 그것을 방어하였고 70일 간의 포위 후에 포위군들은 큰 손실로 퇴직해야 했다.  이 놀라운 성공은 전쟁에게 국가적과 종교적 성격을 준 대중적 열정의 폭발을 일으켰다.  칼 10세의 무감각, 그의 장군들의 탐욕, 자신의 용병들의 야만성, 폴란드 국회를 부르면서 자신의 지위를 합법화하는 데 자신의 거부, 그가 친구에게 영향을 미쳤던 바로 그 국가의 분할을 위한 그의 협상들은 오랫동안 잠자고 있던 국민의 정신을 깨웠다.  1656년의 시작에 얀 2세 카지미에시 바사는 망명으로부터 귀구하여 수에 증가한 폴란드 군대를 재결성하였다.  이때까지 칼 10세는 폴란드를 정복하는 것보다 더욱 손쉽게 폴란드군을 꺾을 수 있었던 것을 발견하였다.  그의 주요 목적인 프로이센의 정복은 미완으로 남아있었고 스웨덴 국왕의 야망에 놀란 프리드리히 빌헬름 1세 폰 브란덴부르크 선제후에 새로운 적이 생겼다.  칼 10세는 자신의 제휴자와 가신 (1656년 1월 17일 쾨니히스베르크 조약)이 되는 데 비록 칼 끝에 선제후를 강요하였으나 폴란드의 전국적인 상승은 이제 남부에서 그의 존재를 절실히 요구하였다.  몇주간 그는 폴란드의 게릴라들의 추적 중에 폴란드의 끝없는 눈으로 덮인 평원을 확보하여 뚜렷한 결과 없이 자신이 자신의 15,000명 부하들 중에 3분의 2를 잃었던 때까지 갈리치아에 있는 야로스와프만큼 남부로 멀리 통과하였다.  잘 관리된 강을 따라 사방으로 가로질러진 습지 숲 지방에서 집결하는 3개의 군대 사이에 그의 군세의 파편과 함께 야로스와프에서 바르샤바로 그의 후퇴는 그의 가장 빛나는 업적들 중의 하나로 증명하였다.  6월 21일 폴란드군은 탈환하였고 4일 후에 칼 10세는 마리엔부르크 조약 (1656년 6월 23일)에 의하여 프로이센의 프리드리히 1세의 지원을 사야했다.  7월 28일 ~ 30일 결합된 18,000명의 강한 스웨덴과 브란덴부르크 군대는 3일간의 전투 후에 바르샤바에서 40,000명의 얀 2세 카지미에시의 군대를 물리치고 폴란드의 수도를 재점령하였다.  하지만 화려한 무기의 위업은 완전히 쓸모없는 것으로 판명하였고 프리드리히 빌헬름의 수상한 태도가 폴란드인들과 협상들을 열기 위하여 마침내 스웨덴 국왕을 강요했을 때 그들은 제안된 조건을 거부하였고, 전쟁이 재개되었고 프리드리히 빌헬름과 그의 상속인들이 앞으로 동프로이센의 완전한 주권을 소유해야 할 것을 규정한 브란덴부르크의 선제후와 함께 공격 및 방어 동맹 (1656년 11월 20일 라비아우 조약)을 체결하였다.

## 덴마크에 전쟁

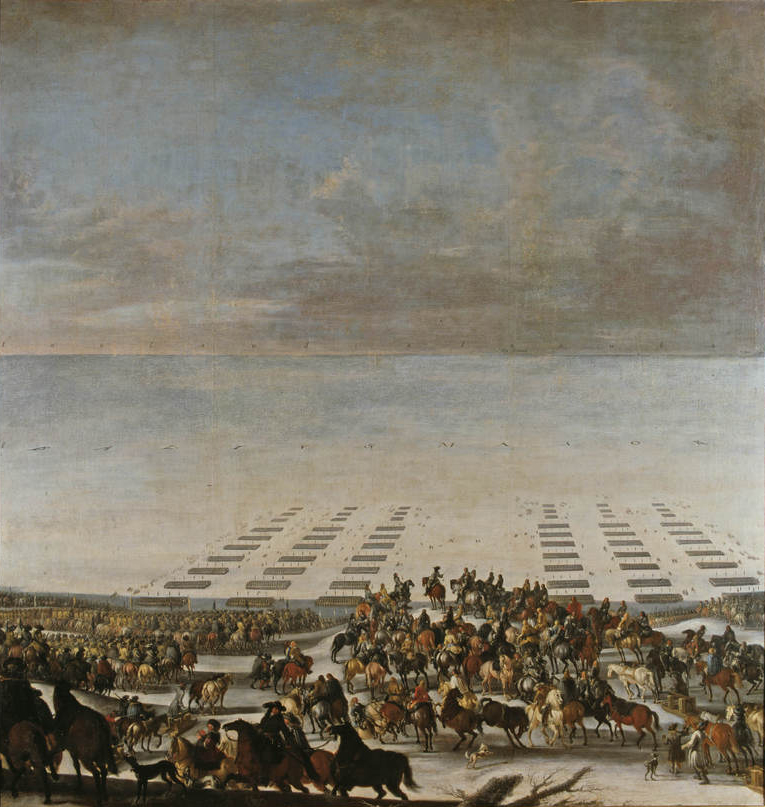
스토레벨트 해협을 건너며

라비아우는 칼 10세의 발트해 정책의 필수적인 수정을 연루시켰으나 브란덴부르크 선제후와 동맹은 이제 거의 아무 기간에 없어서는 안되었다.  폴란드에서 너무 심각하고 실제로 칼 10세에게 어려움을 겪었던 것이 극도의 만족으로 1657년 6월 1일 덴마크의 전쟁 선언의 소식을 받은 것이 되었다.  덴마크의 적대 행위는 불명스러운 폴란드의 분규에서 벗어나기 위하여 그를 명예롭게 했고 그는 자신의 국민들의 열렬한 지원을 의지할 수 있었다.  그는 토르스텐손으로부터 만약 남부로부터 공격하면 덴마크가 가장 취약했다는 것을 배웠고 자신의 스승의 전략을 모방한 그는 저항을 마비시킨 속도로 거기에 떨어졌다.  1657년 6월의 말기에 8,000명의 노련한 베테랑들의 머리에 그는 포메라니아로부터 비드고슈치를 분쇄하였고 7월 18일 홀슈타인의 경계에 도달하였다.  덴마크 군대는 한번 흩어지고 스웨덴은 브레멘 공국을 회복하였다.  가을 일찍이 칼 10세의 군대는 윌란반도에 떼를 지어 공국들에서 자신들을 단단히 설립하였다.  그러나 이틀간의 완고한 전투 후에 덴마크의 함대가 덴마크의 섬들에 그 예상 공격을 버리는 데 스웨덴의 함대를 강요했던 동안 프레데리시아의 요새는 8월 중순부터 10월 중순까지 칼 10세의 작은 군대를 막았다.  스웨덴 국왕의 직위는 이제 비판적이 되었다.  7월 덴마크와 폴란드-리투아니아 연방은 공격적이고 방어직인 동맹을 체결하였다.  여전히 더욱 불길하게 스웨덴의 어려움을 인식한 브란덴부르크 선제후는 그것에 대항하는 연맹에 가입하여 오히려 좋아했던 올리버 크롬웰과 쥘 마자랭 추기경의 중재를 수락하는 데 칼 10세를 강요하였다.  하지만 협상들은 보편적인 평화 회의로 분쟁 중인 점들을 참조하는 데 스웨덴의 거절에 기초하였고 칼 10세는 10월 23일부터 24일까지 프레데레시아의 점령으로부터 격려를 받아 그는 수송선에서 퓐섬으로 자신의 군대를 전달하기 위하여 준비들을 만들기 시작하였다.  그러나 곧 또다른 값이 더욱 싼 방편이 그 자체를 제시하였다.  1657년 12월의 중순에 덴마크에게 너무 치명적일 것인 큰 서리가 시작되었다.  몇주 안에 추위가 커져 릴레벨트 해협이 생각할 수 있는 가능성이 되면서 너무 빠른 전류로 바다의 팔이 얼어붙을 정도로 강렬하였다.
1658년 1월 28일 칼 10세는 윌란반도 남부에서 하데르슬레우에 도착하였다.  그의 기상학자들은 며칠 안에 릴레벨트 해협의 얼음이 우편함의 무리의 전달 마저 견딜 수 있을 만큼 굳어질 것이라고 측정하였다.  1월 29일의 밤 동안 추위는 가장 심해졌고 다음날 아침 일찍이 스웨덴 국왕은 시작하는 데 명령을 내려 기병들은 얼음의 약한 부분에서 내려 자신들이 안장들에 다시 탈 때까지 자신들의 말들을 조심성 있게 가능한 멀리 이끌었고 자신들의 계급들을 닫고 해안을 향해 돌진하였다.  스웨덴 군대는 반대편 해안을 따라 빠르게 덴마크 군대를 압도하였고 덴마크의 좌측과 싸웠던 동안 얼음 아래 사라진 기마대의 단 둘의 중대의 손실과 함께 퓐섬의 전체를 이겼다.  자신의 저항할 수 없는 행진을 쫓았던 칼 10세는 코펜하겐에 자신의 눈동자가 꾸준히 고정되면서 또한 얼어 붙은 스토레벨트 해협을 건너는 데 결정하였다.  약간의 망설임 끝에 그는 거의 중단되지 않았던 얼음에 배를 건너야 했던 우선적으로 뉘보르에서 코르쇠르까지 직접 경로에 스벤보르로부터 랑엘란섬, 롤란섬과 팔스테르섬에 의하여 더욱 순환 경로를 통하여 선택한 개척자로 활동한 자신의 수석 공학자 에리크 달베리의 조언을 받아들였다.  아직 스웨덴군은 너무 불안한 배려 없이 이 두번째 모험에 착수하지 않았다.  달베리의 제안의 실용성을 숙고하는 데 아침 2시에 모여진 전쟁 평의회는 한번 그것을 형사상 위험하다고 기각하였다.  국왕마저 순간 흔들렸으나 달베리는 그의 의견을 고수하여 칼 10세는 사령관들의 반대를 기각하였다.  2월 5일의 밤 환승이 시작되어 보병들이 침전물의 절반을 건너야 한 후 따라간  기마대는 말발굽 아래에서 해동된 눈이 덮인 얼음을 통하여 앞장서 그들의 발 아래 썩어가는 얼음이 깨지지 않도록 매 순간을 두려워해다.  오후 3시 달베리는 앞장서 군대는 아무도 잃지 않고 롤란섬에 있는 그림스테드에 도달하였고, 2월 8일 칼 10세는 팔스테르섬에 도달하였다.  2월 11일 그는 셸란섬의 토지에 안전하게 섰다.  이유 없이 비문 근처에서 발트해의 통과를 기념하기 위해 메달을 쳤다 - 나투라 혹 데부이트 우니 (스웨덴어: Natura hoc debuit uni).  스웨덴은 역사상 독특한 공적을 달성하였다.  덴마크 정부에 전대미문의 성취의 분쇄 효과는 덴마크가 나머지를 구하는 데 자신의 영토의 거의 절반을 바침으로써 2월 18일 타스트루프 조약과 로스킬레 조약 (1658년 2월 26일)에서 표현을 발견하였다.  그러나 이것은 부족해 보였고 7월 7일 고트로프에서 열린 의회에서 칼 10세는 유럽의 지도로부터 불편한 라이벌을 지우기로 결정하였고 전체의 형평성에 반하여 아무 경고없이 두번째로 자신의 베테랑들을 덴마크에 풀어놓았다.
7월 17일 그는 다시 셸란섬에 상륙하여 국왕 프레데리크 3세와 코펜하겐을 포위하였다.  하지만 모두를 놀라게 코펜하겐은 도시를 편안하게 하는 데 부제독 야코프 판 오브담 아래 네덜란드의 함대를 위하여 충분히 오래 버티어 1658년 10월 29일 외레순 해전에서 스웨덴의 함대를 물리쳤다.  1659년 네덜란드는 덴마크 제도를 해방시켰다.  발트해 무역이 네덜란드의 경제에 중요하면서 그들은 자신들이 외레순 해협을 통치하는 데 그와 같은 강력한 국가를 허용하지 않을 것을 찰스 10세에게 분명히 했다.

## 예테보리에 있는 계급들
큰 망설임 끝에 칼 10세는 노르웨이에서 동시에 일어난 겨울 캠페인에 의하여 적에게 압력을 행사할 것을 제안한 동시에 직접 덴마크와 협상들을 다시 여는 데 동의할 것이었다.  그런 기획은 그의 이미 가난한 국민들로부터 신선한 보조금을 필요로 했고 1659년 12월 칼 10세가 예테보리로 소환한 계급들을 만나는 데 그에게 의무적으로 스웨덴으로 건너가도록 했다.  낮은 계급들은 새로운 부담을 안고 우물거렸고 칼 10세는 자신의 요구들의 유리와 필요성에 관하여 그들을 설득시키는 데 자신의 전체의 노련함을 필요했다.
1660년 1월 국회의 맨 처음에 국왕은 질병의 기색을 보였으나 그는 38세의 나이에 2월 13일의 밤에 사망할 때까지 전장에서 물론 평의회에서 거의 자신을 아꼈다.  스웨덴은 기업과 동력의 무궁무궁한 샘 같은 갑작스러운 중단으로 많은 것을 잃었으며 다음을 제안하는 표시들로 자신의 후반의 세월에 칼 10세는 휴식의 필요성과 가치를 느끼기 위해 시작하였다.  그는 자신의 열정을 극복하고 창조하는 데 자신이 도움을 준 제국을 개발하고 결성하는 데 충분히 오래 살았던 것을 보았으며 스웨덴은 아마도 오늘날까지 강대국으로 남아 있었을 것이다.  그럼에 불구하고 덴마크는 칼 10세에게 스칸디나비아반도에서 자신의 자연의 국경을 빚진다.